# Johan Henrik Ennes
Johan Henrik Ennes, född 2 juni 1800 i Fryele i Jönköpings län, död 28 december 1878 i Hjo, var en svensk militär och porträttmålare.
Han var son till majoren Barthold Anders Ennes och Ulrica Gustaviana von Rohr samt sonson till Bengt Johan Ennes. Han var gift första gången 1825 med Hedvig Maria Starck och andra gången med Anna Maria von Schéele. Ennes avslutade sin militära bana som bataljonschef vid Kronoarbetskåren på Karlsborgs fästning men var även verksam som porträttmålare.